# Siège de Tkvartcheli
Guerre d'Abkhazie
Batailles
- Siège de Tkvartcheli
- Bataille de Gagra
- Massacre de Kamani
- Bataille de Soukhoumi (Blocus de l'aéroport)

Le siège de Tkvartcheli est un épisode de la guerre d'Abkhazie lors duquel la Garde nationale de Géorgie tenta vainement de s'emparer de la petite ville abkhaze de Tkvartcheli, aujourd'hui Tkouartchal. Le siège dura du mois d'octobre 1992 à septembre 1993, période couvrant presque la totalité de la guerre. Le siège fut accompagné par d'intenses combats dans les villages entourant la ville. L'aide russe (aussi bien humanitaire que militaire) fut décisive pour la défense de ce bastion des séparatistes abkhazes qui souffrirent terriblement pendant les combats.

## 1992
Tkvartcheli est située en Abkhazie orientale, région qui fut intégrée à la de facto République d'Abkhazie après la Guerre d'Abkhazie, mais est toujours légalement reconnue comme une partie de jure de la Géorgie. Selon le dernier recensement de l'avant-guerre (datant de 1989), sa population était de 21 744 habitants, avec des Abkhazes (42,3 %), des Russes (24,5 %) et des Géorgiens (23,4 %). Toutefois, la majorité de ce dernier groupe ethnique dut quitter la ville à la suite de la guerre et des persécutions meurtrières qui furent exercées sur eux par les deux premiers groupes.
Avec Goudaouta sur la Mer Noire, Tkvartcheli devint le principal bastion des séparatistes abkhazes durant la guerre. En octobre 1992, un contingent géorgien commença à mettre le siège devant la ville, provoquant une grave crise humanitaire dans la région. En raison de la présence d'une importante communauté russe, l'armée russe intervint activement dans la crise, offrant aussi bien une assistance humanitaire qu'une aide militaire aux assiégés de Tkvartcheli. Des hélicoptères russes apportaient nourriture et médicaments puis évacuaient blessés ou civils, ou intervenaient activement dans les combats en appui des sécessionnistes. Plusieurs combattants entraînés ou payés par la Russie furent transportés dans la région pour prendre part aux combats.
Comme plusieurs cessez-le-feu échouèrent, les hostilités s'intensifièrent vers décembre 1992. La bataille fut marquée par une grande confusion et par de nombreux tirs des forces belligérantes contre leurs propres camps. Après la chute de Gagra tombée entre les mains des forces abkhazes commandés par le seigneur de guerre tchétchène Chamil Bassaïev, les troupes géorgiennes se regroupèrent vers Tkvartcheli. L'armée russe tenta alors de former un pont aérien mais, le 14 décembre 1992, un hélicoptère Mil Mi-8 transportant des évacués fut abattu, causant la mort de 52 à 64 morts (dont 25 enfants). Les autorités géorgiennes nièrent toute responsabilité dans l'incident, mais Moscou accusa à maintes reprises la Garde nationale de Géorgie d'en être à l'origine. À la suite de cela, le gouvernement géorgien demanda le 16 décembre à la Russie d'évacuer les Russes locaux par d'autres moyens, notamment maritimes.

## 1993

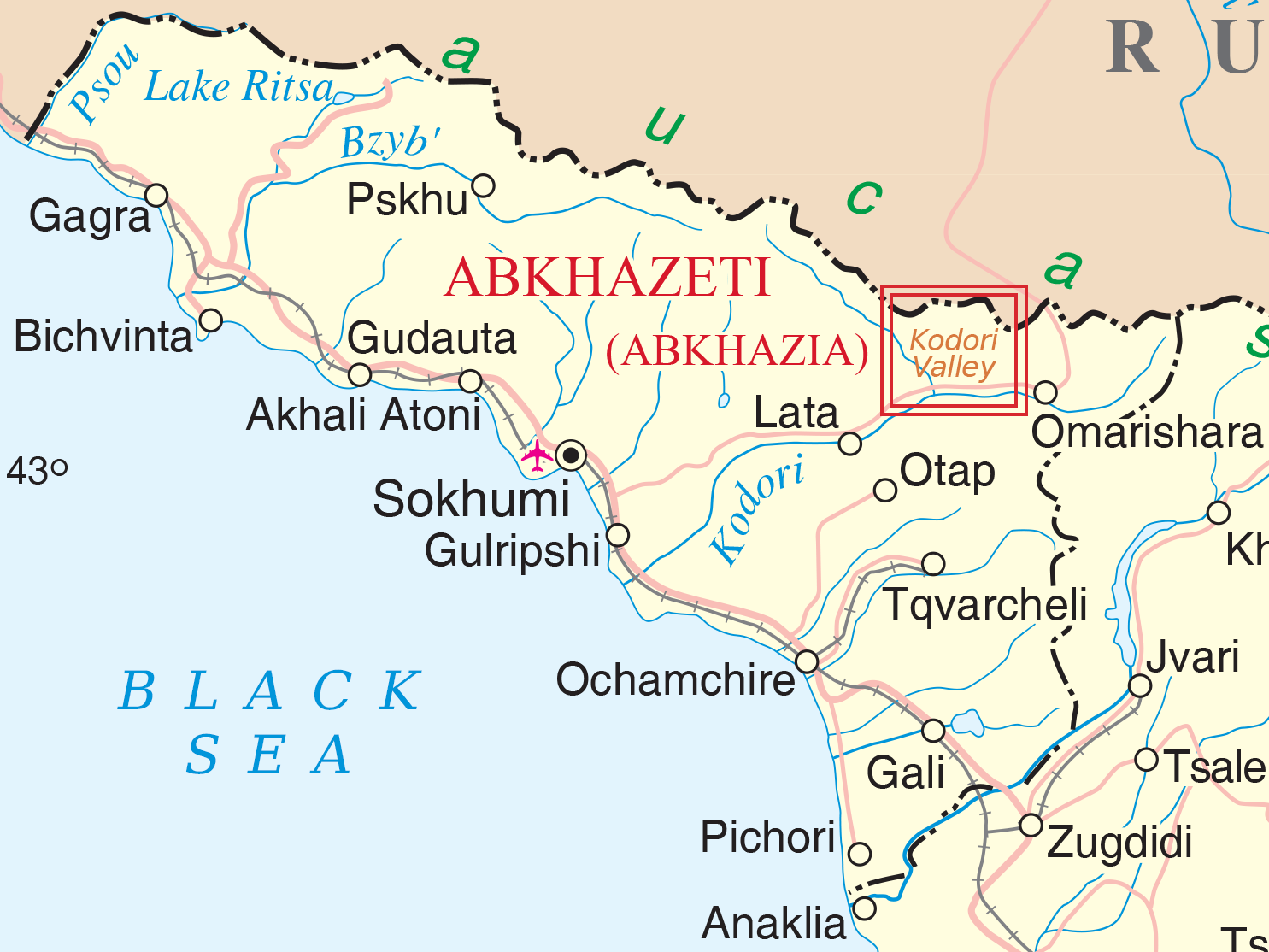
Tkvartcheli est située en Abkhazie orientale

L'incident de l'hélicoptère contribua à l'augmentation de l'aide militaire russe au profit des Abkhazes. Et pendant que les troupes indépendantistes intensifiaient leurs tentatives pour prendre contrôle de la zone autour de la capitale régionale Sokhoumi au début de 1993, la bataille pour Tkvartcheli devint aussi plus féroce et plus étendue sur les villages géorgiens, notamment quand les troupes abkhazes effectuèrent plusieurs sorties. En février 1993, les soldats séparatistes attaquèrent le village géorgien de Kviraouri, aux alentours de la ville assiégée, s'emparant d'au moins 500 otages civils, menaçant de les tuer si les Géorgiens ne cessaient pas leur offensive sur la région mais aussi dans le district voisin d'Otchamtchira.
Un cessez-le-feu temporaire permit aux Russes d'effectuer la plus grosse opération humanitaire sur Tkvartcheli le 16 juin 1993, en évacuant plusieurs centaines de civils avec 30 camions KamAZ et deux bus qui traversèrent le corridor ouvert par l'armée géorgienne. Toutefois, les témoins géorgiens alors présents prétendirent qu'à cette occasion, une grande quantité d'armes et de munitions fut également distribuée à Tkvartcheli. Le point crucial de la bataille se déroula le 14 juillet 1993, lorsqu'un groupe armé russe descendit des hauteurs de la région et encercla les positions géorgiennes. Les forces abkhazes échouèrent à faire lever le siège, mais la ville devint moins vulnérable aux feux géorgiens.
Lors de la matinée du 16 septembre 1993, les forces séparatistes, appuyées par un puissant renfort de la CPMNC, mirent fin à un nouveau cessez-le-feu négocié par Moscou, en lançant trois attaques simultanées contre Soukhoumi, Otchamtchira et les positions géorgiennes autour de Tkvartcheli. Les Géorgiens, qui avaient respecté le cessez-le-feu et retiré leurs forces de ces villes, furent brutalement surpris et le 27 septembre, Sokhoumi tomba. Dès lors, les troupes géorgiennes se trouvaient à leur tour menacées d'encerclement. Le 29 septembre 1993, elles levèrent donc le siège, admettant leur défaite.

## Sources
- Georgia/Abkhazia: Violations of the Laws of War and Russia's Role in the Conflict Rapport de l'Human Rights Watch sur le rôle de la Russie dans le conflit